# Alexander von Roenne
Alexander Hermann Lebrecht Freiherr von Roenne (* 28. Dezember 1811 in Postenden bei Talsen; † 28. Dezember 1881 in Mitau) war ein kurländischer Gutsbesitzer und Politiker.

## Leben
Alexander von Roenne stammte aus dem baltischen Adelsgeschlecht von Roenne und war Sohn des russischen Generalmajors und Majoratsbesitzers Christian von Roenne. Er studierte an den Universitäten Moskau, Bonn und München. 1830 wurde er Mitglied des Corps Curonia Bonn und 1831 des Corps Borussia Bonn. Nach dem Studium war er als Generalbevollmächtigter im Inneren Russlands tätig. 1849 übernahm er nach dem Tode seines Vaters die Majoratsgüter Puhren und Markgrafen. Er war Stadthauptmann von Tuckum, Adelsmarschall des Kreises Talsen und Deputierter zum kurländischen Landtag.